# Wilson Cepeda
Pour les articles homonymes, voir Cuervo.
Cepeda  Cuervo est un nom espagnol. Le premier nom de famille, en général paternel, est Cepeda ; le second, en général maternel, souvent omis, est Cuervo.
Wilson Fernando Cepeda Cuervo, né le 2 septembre 1980 à Paipa (département de Boyacá) est un coureur cycliste colombien.

## Repères biographiques
Après avoir remporté une étape de la Vuelta a Ávila, il signe, au mois d'août 2005, avec l'équipe continentale Catalunya-Ángel Mir. Il reste dix-huit mois dans cette formation, sans résultats probants. De retour en Colombie, il participe aux courses du calendrier national. En 2008, au Tour de Colombie, il s'empare du maillot de leader, après une échappée avec Jefferson Vargas. Il garde la tête du classement général quatre jours, le perdant sur les pentes de Santa Elena, dans un contre-la-montre en côte. L'année suivante, il remporte la quatrième étape du Tour de Colombie, à l'issue, là encore, d'une longue échappée.
Depuis 2012, dans l'équipe, professionnelle non-affiliée à l'UCI, Formesan, il a surtout un rôle d'équipier. En novembre, trois ans après son dernier succès, il se classe cinquième de la Vuelta a Chiriquí, au Panama. Lors de la quatrième étape, il suit l'un de ses leaders, Iván Casas, dans sa fugue. Les huit minutes d'avance qu'ils prennent sur le peloton principal, lui permettent de garder un classement honorable à la fin de l'épreuve.
En 2013, il rejoint l'équipe Movistar Team America, avec laquelle il participe, en juin, au Tour de Colombie. Lors de la douzième étape, il prend part à une échappée de huit hommes. Réduite à trois coureurs, il ne peut suivre lorsque Jonathan Millán lance son attaque, à quatre mille mètres de l'arrivée. Il finit l'étape troisième et achève la compétition, deux jours plus tard, à la trente-sixième place, à près d'une heure du vainqueur. En août, lors de la première étape du Clásico Club Deportivo Boyacá, il termine deuxième derrière John Martínez, réglant un petit groupe formé dans la descente de la dernière difficulté. Le lendemain, il finit troisième et bénéficie de la bonification attenante pour s'emparer du maillot de leader que lui subtilise Pedro Herrera, le dernier jour. Celui-ci profite d'un contre-la-montre en côte pour s'imposer (Cepeda échouant à la quatrième place finale).

## Palmarès
- 2002
  - 5e étape de la Vuelta al Tolima
- 2003
  - 3e étape de la Vuelta a Cundinamarca
- 2005
  - 4e étape du Tour d'Ávila
- 2009
  - 4e étape du Tour de Colombie

## Classements mondiaux
| Année            | 2008 | 2009 | 2010 | 2011 | 2012 | 2013 |
| ---------------- | ---- | ---- | ---- | ---- | ---- | ---- |
| UCI America Tour | 112e | 247e |      |      |      | 345e |